# Catedral de la Inmaculada Concepción (Taipéi)
La Catedral de la Inmaculada Concepción (en chino: 聖母無原罪主教座堂) es el nombre que recibe un edificio religioso de la iglesia católica que se encuentra ubicado en el distrito de Datong de la localidad de Taipéi en la isla de Taiwán.

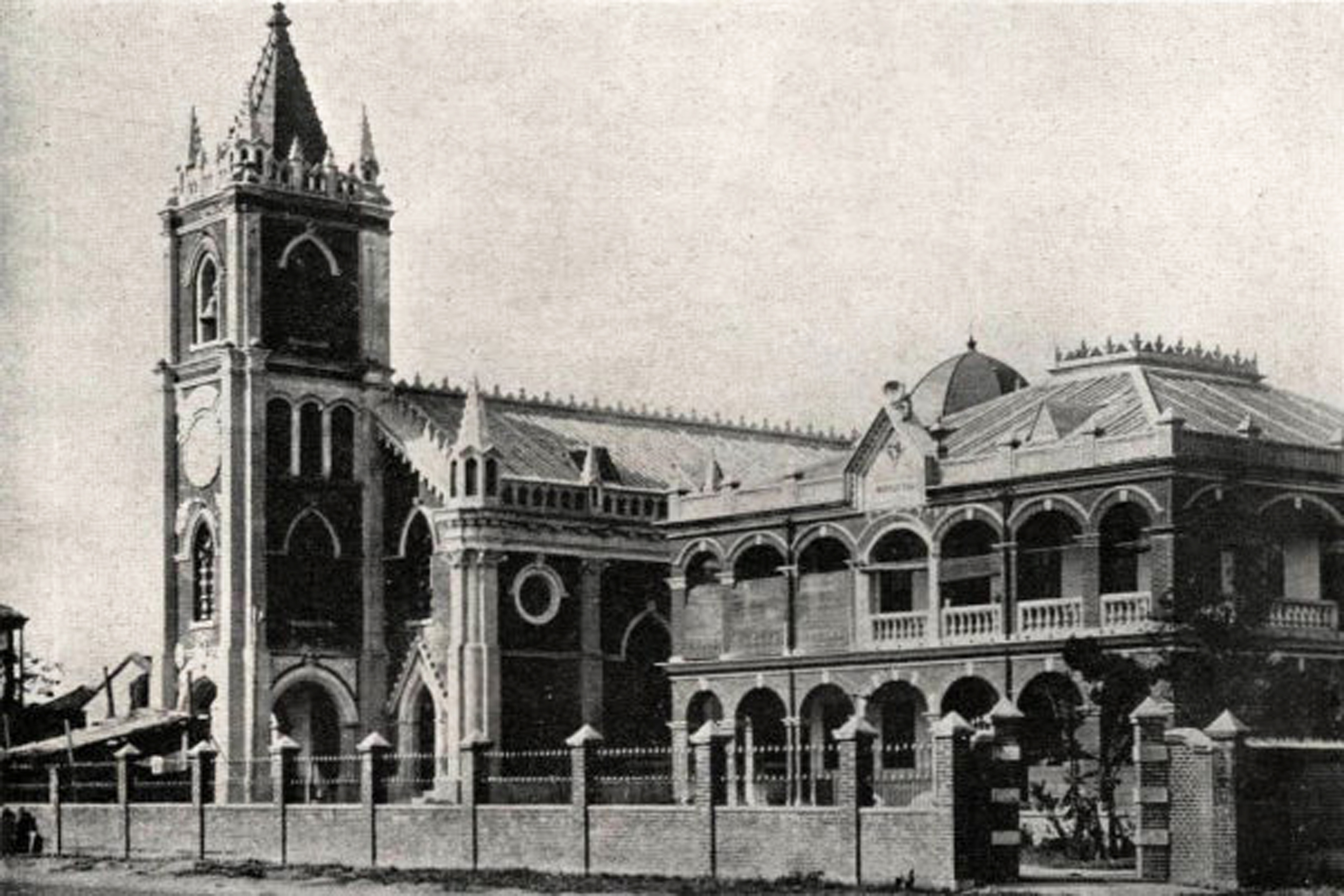
La catedral en 1889

El templo sigue el rito romano o latino y sirve como la sede de la arquidiócesis de Taipéi (Archidioecesis Taipehensis; 天主教台北總教區) que fue creada por el papa Pío XII mediante la bula "Gravia illa Christi".
El edificio original fue construido en 1889  pero fue destruido en una incursión en la ciudad. Entre 1911 y 1914 se construyó un nuevo templo en estilo gótico. En 1945 durante la Segunda Guerra Mundial la iglesia fue bombardeada y fue reemplazada por un templo sencillo. En 1959 se inició su reconstrucción que terminó en mayo de 1961, llevada a cabo por el arquitecto español Francisco Coello de Portugal. Todas la misas y servicios religioso se ofrecen en chino mandarín.